# Budock Rural
Budock Rural var en civil parish från 1894 till 1934 då den blev en del av Budock, Falmouth och Penryn i grevskapet Cornwall, i England. Civil parish var belägen 13 km från Redruth och hade 2 728 invånare år 1931.